# Door de wind
Door de wind is een nummer van de Belgische zangeres Ingeborg, geschreven door Stef Bos. Het was tevens het nummer waarmee ze haar land vertegenwoordigde op het Eurovisiesongfestival 1989 in de Zwitserse stad Lausanne. Daar werd ze negentiende, met dertien punten. 
Miss Montreal maakte in 2020 een cover van het nummer voor het Nederlandse televisieprogramma Beste Zangers. Deze versie was met name in Nederland erg succesvol met hoge noteringen in de Top 40 en de Single Top 100. Daarnaast behaalde het de 29e positie in de Top 2000 eind dat jaar, hiermee was ze de hoogst genoteerde vrouw in die lijst.

## Resultaat
| Plaats | Land        | Artiest       | Titel        | Punten |
| ------ | ----------- | ------------- | ------------ | ------ |
| 1      | Joegoslavië | Riva          | Rock me      | 137    |
| ...    | ...         | ...           | ...          | ...    |
| 18     | Ierland     | Kiev Connolly | The real me  | 21     |
| 19     | België      | Ingeborg      | Door de wind | 13     |
| 20     | Luxemburg   | Park Café     | Monsieur     | 8      |
| ...    | ...         | ...           | ...          | ...    |

### Hitnoteringen (Ingeborg)

#### VlaamseUltratop 50 Singles
| Hitnotering: 13-05-1989 t/m 17-06-1989 | Hitnotering: 13-05-1989 t/m 17-06-1989 | Hitnotering: 13-05-1989 t/m 17-06-1989 | Hitnotering: 13-05-1989 t/m 17-06-1989 | Hitnotering: 13-05-1989 t/m 17-06-1989 | Hitnotering: 13-05-1989 t/m 17-06-1989 | Hitnotering: 13-05-1989 t/m 17-06-1989 | Hitnotering: 13-05-1989 t/m 17-06-1989 |
| Week:                                  | 1                                      | 2                                      | 3                                      | 4                                      | 5                                      | 6                                      |                                        |
| -------------------------------------- | -------------------------------------- | -------------------------------------- | -------------------------------------- | -------------------------------------- | -------------------------------------- | -------------------------------------- | -------------------------------------- |
| Positie:                               | 26                                     | 18                                     | 19                                     | 21                                     | 28                                     | 37                                     | uit                                    |

## Miss Montreal
In oktober 2020 tijdens het Nederlandse televisieprogramma Beste Zangers, speelde Miss Montreal een cover van het lied, in het bijzijn van de auteur Stef Bos. De single kwam in week 41 op de 33e plaats binnen in de Nederlandse Top 40. Het nummer wist uiteindelijk de 3e positie in de lijst te behalen.

### Hitnoteringen (Miss Montreal)

#### Nederlandse Top 40
| Hitnotering: 10-10-2020 t/m 13-03-2021 | Hitnotering: 10-10-2020 t/m 13-03-2021 | Hitnotering: 10-10-2020 t/m 13-03-2021 | Hitnotering: 10-10-2020 t/m 13-03-2021 | Hitnotering: 10-10-2020 t/m 13-03-2021 | Hitnotering: 10-10-2020 t/m 13-03-2021 | Hitnotering: 10-10-2020 t/m 13-03-2021 | Hitnotering: 10-10-2020 t/m 13-03-2021 | Hitnotering: 10-10-2020 t/m 13-03-2021 | Hitnotering: 10-10-2020 t/m 13-03-2021 | Hitnotering: 10-10-2020 t/m 13-03-2021 | Hitnotering: 10-10-2020 t/m 13-03-2021 | Hitnotering: 10-10-2020 t/m 13-03-2021 | Hitnotering: 10-10-2020 t/m 13-03-2021 | Hitnotering: 10-10-2020 t/m 13-03-2021 | Hitnotering: 10-10-2020 t/m 13-03-2021 | Hitnotering: 10-10-2020 t/m 13-03-2021 | Hitnotering: 10-10-2020 t/m 13-03-2021 | Hitnotering: 10-10-2020 t/m 13-03-2021 | Hitnotering: 10-10-2020 t/m 13-03-2021 | Hitnotering: 10-10-2020 t/m 13-03-2021 | Hitnotering: 10-10-2020 t/m 13-03-2021 | Hitnotering: 10-10-2020 t/m 13-03-2021 | Hitnotering: 10-10-2020 t/m 13-03-2021 | Hitnotering: 10-10-2020 t/m 13-03-2021 |
| Week:                                  | 1                                      | 2                                      | 3                                      | 4                                      | 5                                      | 6                                      | 7                                      | 8                                      | 9                                      | 10                                     | 11                                     | 12                                     | 13                                     | 14                                     | 15                                     | 16                                     | 17                                     | 18                                     | 19                                     | 20                                     | 21                                     | 22                                     | 23                                     |                                        |
| -------------------------------------- | -------------------------------------- | -------------------------------------- | -------------------------------------- | -------------------------------------- | -------------------------------------- | -------------------------------------- | -------------------------------------- | -------------------------------------- | -------------------------------------- | -------------------------------------- | -------------------------------------- | -------------------------------------- | -------------------------------------- | -------------------------------------- | -------------------------------------- | -------------------------------------- | -------------------------------------- | -------------------------------------- | -------------------------------------- | -------------------------------------- | -------------------------------------- | -------------------------------------- | -------------------------------------- | -------------------------------------- |
| Positie:                               | 33                                     | 10                                     | 6                                      | 5                                      | 4                                      | 3                                      | 5                                      | 4                                      | 3                                      | 3                                      | 3                                      | 3                                      | 3                                      | 4                                      | 5                                      | 8                                      | 9                                      | 10                                     | 13                                     | 21                                     | 26                                     | 31                                     | 36                                     | uit                                    |

#### NederlandseSingle Top 100
| Hitnotering: 10-10-2020 t/m 21-08-2021 | Hitnotering: 10-10-2020 t/m 21-08-2021 | Hitnotering: 10-10-2020 t/m 21-08-2021 | Hitnotering: 10-10-2020 t/m 21-08-2021 | Hitnotering: 10-10-2020 t/m 21-08-2021 | Hitnotering: 10-10-2020 t/m 21-08-2021 | Hitnotering: 10-10-2020 t/m 21-08-2021 | Hitnotering: 10-10-2020 t/m 21-08-2021 | Hitnotering: 10-10-2020 t/m 21-08-2021 | Hitnotering: 10-10-2020 t/m 21-08-2021 | Hitnotering: 10-10-2020 t/m 21-08-2021 | Hitnotering: 10-10-2020 t/m 21-08-2021 | Hitnotering: 10-10-2020 t/m 21-08-2021 | Hitnotering: 10-10-2020 t/m 21-08-2021 | Hitnotering: 10-10-2020 t/m 21-08-2021 | Hitnotering: 10-10-2020 t/m 21-08-2021 | Hitnotering: 10-10-2020 t/m 21-08-2021 | Hitnotering: 10-10-2020 t/m 21-08-2021 | Hitnotering: 10-10-2020 t/m 21-08-2021 | Hitnotering: 10-10-2020 t/m 21-08-2021 | Hitnotering: 10-10-2020 t/m 21-08-2021 | Hitnotering: 10-10-2020 t/m 21-08-2021 | Hitnotering: 10-10-2020 t/m 21-08-2021 | Hitnotering: 10-10-2020 t/m 21-08-2021 | Hitnotering: 10-10-2020 t/m 21-08-2021 |
| Week:                                  | 1                                      | 2                                      | 3                                      | 4                                      | 5                                      | 6                                      | 7                                      | 8                                      | 9                                      | 10                                     | 11                                     | 12                                     | 13                                     | 14                                     | 15                                     | 16                                     | 17                                     | 18                                     | 19                                     | 20                                     | 21                                     | 22                                     | 23                                     | 24                                     |
| -------------------------------------- | -------------------------------------- | -------------------------------------- | -------------------------------------- | -------------------------------------- | -------------------------------------- | -------------------------------------- | -------------------------------------- | -------------------------------------- | -------------------------------------- | -------------------------------------- | -------------------------------------- | -------------------------------------- | -------------------------------------- | -------------------------------------- | -------------------------------------- | -------------------------------------- | -------------------------------------- | -------------------------------------- | -------------------------------------- | -------------------------------------- | -------------------------------------- | -------------------------------------- | -------------------------------------- | -------------------------------------- |
| Positie:                               | 11                                     | 9                                      | 7                                      | 9                                      | 6                                      | 9                                      | 12                                     | 12                                     | 14                                     | 20                                     | 29                                     | 22                                     | 30                                     | 8                                      | 11                                     | 11                                     | 11                                     | 15                                     | 18                                     | 22                                     | 24                                     | 31                                     | 36                                     | 33                                     |
| Week:                                  | 25                                     | 26                                     | 27                                     | 28                                     | 29                                     | 30                                     | 31                                     | 32                                     | 33                                     | 34                                     | 35                                     | 36                                     | 37                                     | 38                                     | 39                                     | 40                                     | 41                                     | 42                                     | 43                                     | 44                                     | 45                                     | 46                                     |                                        |                                        |
| Positie:                               | 40                                     | 49                                     | 40                                     | 55                                     | 63                                     | 59                                     | 53                                     | 52                                     | 62                                     | 75                                     | 72                                     | 70                                     | 81                                     | 80                                     | 82                                     | 86                                     | 92                                     | 91                                     | 88                                     | 97                                     | 93                                     | 98                                     | uit                                    |                                        |

#### VlaamseUltratop 50 Singles
| Positie: | 36 | 36 | 50 | 43 | uit | 48 | uit |

### NPO Radio 2 Top 2000
| Nummer met noteringen in de NPO Radio 2 Top 2000 | '20 | '21 | '22 | '23 | '24 |
| ------------------------------------------------ | --- | --- | --- | --- | --- |
| Door de wind                                     | 29  | 20  | 38  | 51  | 61  |

1. ↑  Een vetgedrukt getal geeft de hoogste notering aan.
2. ↑  2020 was het eerste jaar met een notering voor dit nummer.

### Evergreen Top 1000
| Evergreen Top 1000 "Door de wind" | Evergreen Top 1000 "Door de wind" | Evergreen Top 1000 "Door de wind" | Evergreen Top 1000 "Door de wind" | Evergreen Top 1000 "Door de wind" | Evergreen Top 1000 "Door de wind" | Evergreen Top 1000 "Door de wind" | Evergreen Top 1000 "Door de wind" | Evergreen Top 1000 "Door de wind" | Evergreen Top 1000 "Door de wind" | Evergreen Top 1000 "Door de wind" | Evergreen Top 1000 "Door de wind" | Evergreen Top 1000 "Door de wind" | Evergreen Top 1000 "Door de wind" | Evergreen Top 1000 "Door de wind" | Evergreen Top 1000 "Door de wind" | Evergreen Top 1000 "Door de wind" |
| Jaar                              | 2008                              | 2009                              | 2010                              | 2011                              | 2012                              | 2013                              | 2014                              | 2015                              | 2016                              | 2017                              | 2018                              | 2019                              | 2020                              | 2021                              | 2022                              | 2023                              |
| --------------------------------- | --------------------------------- | --------------------------------- | --------------------------------- | --------------------------------- | --------------------------------- | --------------------------------- | --------------------------------- | --------------------------------- | --------------------------------- | --------------------------------- | --------------------------------- | --------------------------------- | --------------------------------- | --------------------------------- | --------------------------------- | --------------------------------- |
| Positie                           | -                                 | -                                 | -                                 | -                                 | -                                 | -                                 | -                                 | -                                 | -                                 | -                                 | -                                 | -                                 | 370                               | 55                                | 46                                | 64                                |